# Giorgio Grand
Giorgio Grand (* 1. Januar 1954 in Turin) ist ein italienischer Pornofilmregisseur.

## Leben
Grand kümmerte sich ab 1987 um Hardcore-Pornofilme, von denen er etliche importierte und zahlreiche inszenierte, u. a. mit Karin Schubert, Lilli Carati und Rocco Siffredi. Fast immer benutzte er dafür Pseudonyme, anfangs Double Gi, später Canyon Grand.